# Cantonnement téléphonique
Le cantonnement téléphonique est le système de cantonnement de base pour l'espacement des circulations ferroviaires. Il tire son origine de mode de cantonnement télégraphique, et fait l'objet de procédures et réglements très précis. En France, l'Administration des chemins de fer de l'État a été véritablement la première compagnie à l'exploiter de manière régulière (par exemple, sur la ligne Pontoise - Dieppe). La SNCF l'a largement diffusé, y compris en substitution aux anciens blocks des grandes compagnies. Il a été très tôt unifié.
Il repose intégralement sur la vigilance humaine et des liaisons téléphoniques ; les échanges d'informations se font par dépêches et par téléphones interposés.
On le rencontre sur des lignes au trafic très faible, notamment sur les lignes à signalisation simplifiée. Le cantonnement téléphonique est également substitué aux installations de block et de communications partiellement ou totalement hors-service.
Du fait de sa sécurité relative, il n'est plus installé en France, mais est encore utilisé sur les lignes ouvertes au trafic voyageurs grâce à l'adjonction d'un régime de protection arrière des trains. C'est notamment le cas sur des réseaux de chemins de fer secondaires tels que les Chemins de fer de la Corse ou les Chemins de fer de Provence. Au niveau du réseau ferré national, les lignes sont désormais équipées du Cantonnement assisté par informatique utilisant des ordinateurs pour l'échange de dépêches entre gares encadrantes. Le CAPI permet contrairement au cantonnement téléphonique seul, de stopper un train ne devant pas accéder au canton (train non annoncé, circulation présente dans le canton). Cette sécurité se matérialise par un crocodile en sortie de gare et au DAAT (dispositif d'arrêt automatique des trains).